# Лавировка

Лавировка. α — лавировочный угол

Лавиро́вка, лави́рование — зигзагообразное изменение курса с целью поддержания курса против ветра. 
Прямо против ветра парусное судно идти не может, большинство парусных судов не может следовать курсу под углом меньше 45° к ветру. Если необходимо попасть в какую-либо точку, расположенную с наветра, то применяется лавировка — движение к цели курсом бейдевинд переменными галсами; для смены галса необходимо совершить поворот. 
Лавировка возможна при использовании косых парусов, так как если установить косой парус под небольшим углом к ветру, то на его выгнутой поверхности создается подъемная сила (как и на крыле самолёта). Эта сила будет тянуть корабль перпендикулярно площади паруса, но корабль туда двигаться не может, а в направлении от кормы к носу сопротивление воды будет намного меньше, и именно туда и двинется судно.
При лавировке следует выполнить серию зигзагообразных манёвров по отношению к направлению ветра — поворотов оверштаг или фордевинд. Как правило, используются повороты оверштаг, позволяющие сменить галс без потери высоты[прояснить]. Повороты фордевинд на лавировке используются только в случае, если оверштаг невозможен или затруднен (например на парусной доске (виндсерфинг) малого объёма)
Также различают лавировку по ветру, когда парусное судно (обычно парусный катамаран или швертбот-скиф) для следования точно по ветру идут курсом бакштаг со сменой галсов, а не курсом фордевинд. Для скоростных парусных яхт такой способ достижения подветренной цели быстрее.
Поворотов относительно ветра существует два вида:
- Поворот оверштаг. При этом маневре нос парусного судна пересекает линию ветра. Судно приводится до левентика, затем уваливается на другой галс, до нужного курса. Такой маневр легче выполняют суда с косым парусным вооружением — бермудским, гафельным, латинским. Для судов с прямыми парусами такой маневр требует очень опытного и многочисленного экипажа. Паруса нужно брасопить на другой галс в определенной последовательности и строго вовремя: паруса на бизань-мачте выносятся на ветер первыми, и помогают привестись. Паруса на фок- и, менее критично, грот-мачте переносятся при проходе через линию ветра, и помогают увалиться. В противном случае судно может «пропустить левентик», потерять ход и перестать слушаться руля.

- Поворот через фордевинд. При этом маневре линию ветра пересекает корма парусного судна. Таким образом, ветер всегда попутный и для судов с прямым парусным вооружением представляет меньше трудностей. Зато для парусных яхт с косым вооружением смена галса сопровождается стремительным (и как правило, для неопытных экипажей — внезапным) перебросом парусов с одного галса на другой. При этом рангоут и такелаж испытывают динамический удар. Перелетающие гики могут либо травмировать, либо сбросить за борт зазевавшихся людей. Чтобы избежать такого самопроизвольного поворота, паруса переносятся под контролем.

Если же, сохраняя галс, нужно пойти под более острым углом к направлению ветра, то говорят, что нужно не повернуть, а «привестись к ветру». Если наоборот, нужно увеличить угол между направлением ветра и ДП лодки, то говорят, что необходимо «увалиться под ветер». Меняя курс относительно ветра, одновременно меняют и положение паруса, чтобы сохранить оптимальный угол атаки. Для этого его необходимо подтягивать к ДП — «выбирать», или же отпускать — «травить».
В зависимости от борта, с которого дует ветер, курсы относительно ветра могут быть правого и левого галса.
От расстояния между пунктами отшествия и пришествия, а также навигационной обстановки и размеров акватории, направления ветра во время плавания зависят количество и длины галсов.
При курсовом углу ветра, равном 6 румбам, бейдевинд правого галса в парусном флоте иногда называли штирборт, а левого (курсовой угол ветра 6 румбов) — бакборт. Для уточнения курса относительно ветра применялись выражения: «корабль идет правым галсом 7 румбов к ветру» (то есть бейдевинд при курсовом угле ветра 78°); «Корабль идет бакштаг правым галсом 10 румбов» (то есть курсовой угол ветра 112°); «Корабль идёт штирборт полнее 6 румбов» (то есть бакштаг при курсовом угле 12 румбов, или 135°). Применяют также понятие «крутой бейдевинд», как острейший курс относительно ветра, при котором парусное судно может идти вперёд (он колеблется от 3 до 6 румбов 33,3/4° до 67,1/2°); крутой и полный бакштаг (до 12 румбов и более 12 румбов, или до 135° и более 135° соответственно).
Расчет пути судна по известным значениям компасного направления ветра, курс относительно ветра, поправки компаса и дрейфа называется в парусном флоте исправлением румбов.